# Tmesisternus karimui
Tmesisternus karimui är en skalbaggsart som beskrevs av J. Linsley Gressitt 1984. Tmesisternus karimui ingår i släktet Tmesisternus och familjen långhorningar. Inga underarter finns listade i Catalogue of Life.